# Comitê Supremo Curdo
Comitê Supremo Curdo (em curdo: Desteya Bilind a Kurd) é o autoproclamado órgão de governo de Rojava (Curdistão sírio), que foi fundado pelo Partido de União Democrática (PYD) e pelo Conselho Nacional Curdo (KNC), após a assinatura em 12 de julho de 2012 de um acordo de cooperação entre os dois partidos em Hewlêr, no Curdistão iraquiano, sob os auspícios do presidente curdo-iraquiano Massoud Barzani.  Os membros do conselho são compostos por um número igual de membros do PYD e KNC. 
O Comitê Supremo Curdo visa preencher o vazio de poder deixado pelo recuo do exército sírio em meados de 2012 durante a Guerra Civil Síria.  O braço armado do comitê são as Unidades de Proteção Popular (YPG).